# Michael Tighe
Pour les articles homonymes, voir Tighe.
Michael Tighe a été le guitariste du groupe de Jeff Buckley.

## Biographie
Michael grandit à Brooklyn. Son père est écrivain et acteur. Sa mère est une directrice de théâtre pour les personnes souffrant de déficiences mentales. Son frère et sa sœur sont très impliqués dans le milieu artistique, danse, musique et théâtre.
À l'âge de 11 ans, Michael commence sa carrière professionnelle. Il fait quelques apparitions dans des productions théâtrales et des films indépendants de Steve Buscemi et Kevin Corrigan.
A la télévision, on peut le remarquer dans le premier rôle du film Postcards From America en 1994 (de Christine Vachon).
Michael Tighe ne joue dans aucun groupe avant le groupe de Jeff Buckley. C'est un ami de Rebecca Moore, l'ancienne petite amie de Jeff. C'est par elle que les deux hommes se sont rencontrés à une période ou Jeff cherchait des musiciens pour enregistrer Grace.
Il arrive sur la fin de l'enregistrement de Grace en amenant avec lui le morceau So Real. Ce même morceau qui a remplacé Forget Her sur l'album Grace (jugée trop commerciale par Jeff).
Michael tourne avec Elysian Fields sur quelques dates européennes. Il participe également sur un de leurs albums en tant que bassiste.
Il fait également partie de Fan Modine et Those Bastard Souls. Michael Tighe fait partie actuellement du groupe BlackBeetle. Ce groupe est composé de Joan Wasser des Dambuilders, Oren Bloedow de Elysian Fields et également d'une autre ancien du groupe de Buckley Parker Kindred.